# Bangali

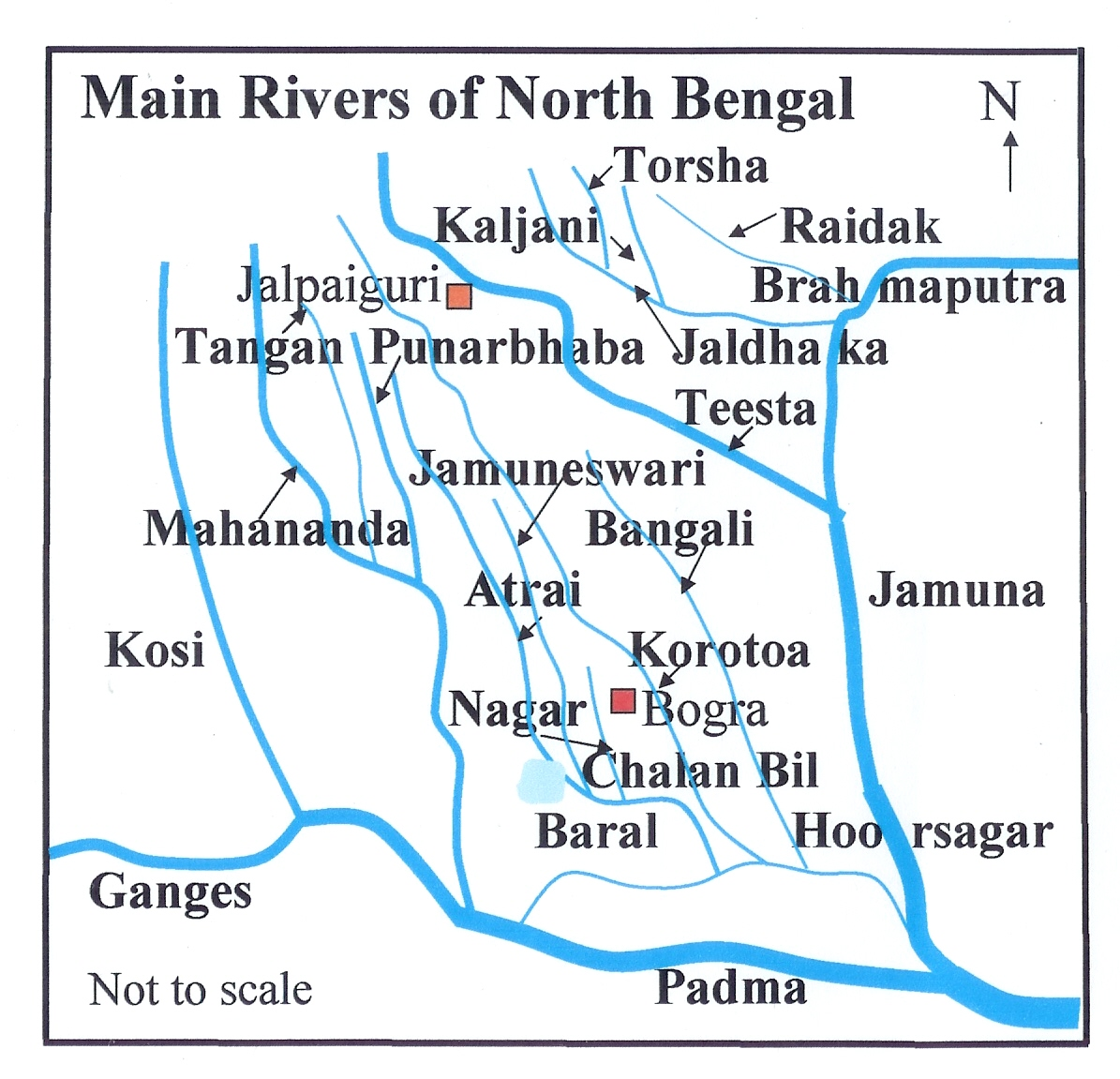
Mapa

El Bangali és un riu del nord de Bangladesh.
El nom li fou donat probablement pels moviments antibritànics que es van establir a la seva vora, especialment la revolta de Fakir-Sanyasi centrada al districte de Bogra i a Rangpur, per la qual cosa els britànics l'haurien anomenat el riu dels Bangali (dels bengalís).
El seu curs superior és el riu Ghaghat al districte de Rangpur. Conneta amb el riu Jamuna a l'est i via el Katakhali amb el Karatoa e l'oest. Continua cap al migdia on rep el Belai, un efluent del Brahmaputra. Més avall s'escindeix, el braç a ponent rep el nom Halhalia, el del llevant manté el nom Bangali. Més avall a l'oest de Dhunot rep les aigües del Halhalia i prop de Khanpur les del Bogra Karatoa. Des d'aquest punt es diu Phuljhor.
La Gaseta del Districte de Bogra dona més detalls: després de córrer al sud a Juriacha es divideix en dues branques, l'occidental o Hal-Halia que passa per Bogra, Sherpur i Dhunat Upazila; i l'oriental que porten el nom de Bangali; les dues branques es reuneixen i agafen el nom de Fuljhur, i segueix fins a Kachari Kallyani on agafa el nom de Khanpur Mohona que desaigua al Karatoa Actualment desaigua al Jamuna. Segons l'Imperial Gazetteer, rep les aigües del riu Manas i poc després desaigua al riu Hal-Halia que posteriorment s'uneix al Phuljhor o Fuljhur.